# Pelly Ruddock Mpanzu
Pelly Ruddock Mpanzu (Hendon, Reino Unido, 22 de marzo de 1994) es un futbolista congoleño. Juega de centrocampista y su equipo es el Cambridge United F. C. de la League Two. Es internacional absoluto por la selección de República Democrática del Congo desde 2021.
Es el primer futbolista en lograr ascender con el mismo club desde la National League, quinta división, a la Premier League de Inglaterra. Fue con el Luton Town, club donde jugó desde 2013.

## Trayectoria
Nacido en Hendon, comenzó su carrera en las inferiores del modesto Boreham Wood, y ya como senior en 2011 jugó 13 encuentros con el primer equipo en la National League South.
Luego de una exitosa prueba, fichó por el West Ham United de la EFL Championship en diciembre de 2011. Debutó por el club tiempo después, el 29 de octubre de 2013 en la Copa de la Liga ante el Burnley.

### Luton Town
El 28 de noviembre de 2013 fue cedido al Luton Town de la Conference Premier, quinta división, hasta el 4 de enero de 2014. Sus buenas actuaciones lograron que el club lo fichara el 28 de enero, y con 21 encuentros y dos goles por la división fue parte del plantel campeón esa temporada, asegurando el ascenso a la League Two.
Su primer año en la Football League en Luton fue marcado por una Osificación heterotópica en el músculo isquiotibial, donde solo jugó 18 encuentros ese año.
Continuó en el club, y tras cuatro temporadas logró un doble ascenso entre 2017 y 2019 llevando al club a la EFL Championship.
El 28 de enero de 2023 jugó su encuentro 350 por el club en la FA Cup ante el Grimsby Town.
El 27 de mayo de 2023, tras cuatro temporadas en la segunda categoría, el Luton logró el ascenso a la Premier League vía playoffs en la temporada 2022-23. Logró ser el primer jugador en lograr esta hazaña con un mismo club de manera continua.
El 3 de febrero de 2025, tras haber disputado 412 partidos desde su llegada, fue cedido al Rotherham United F. C. Al final de temporada puso fin a su etapa en Luton y en julio se unió al Cambridge United F. C.

## Selección nacional
Nacido en Inglaterra y con descendencia congoleña, debutó con la selección de República Democrática del Congo el 5 de junio de 2021 ante Túnez en un amistoso.

## Estadísticas
Actualizado al último partido disputado el 3 de mayo de 2025.
| Club                              | Div.          | Temporada     | Liga  | Liga  | Copas nacionales | Copas nacionales | Copas internacionales | Copas internacionales | Total | Total |
| Club                              | Div.          | Temporada     | Part. | Goles | Part.            | Goles            | Part.                 | Goles                 | Part. | Goles |
| --------------------------------- | ------------- | ------------- | ----- | ----- | ---------------- | ---------------- | --------------------- | --------------------- | ----- | ----- |
| Boreham Wood F. C. Inglaterra     | 6.ª           | 2011-12       | 13    | 0     | 0                | 0                | —                     | —                     | 13    | 0     |
| Boreham Wood F. C. Inglaterra     | Total club    | Total club    | 13    | 0     | 0                | 0                | 0                     | 0                     | 13    | 0     |
| West Ham United F. C. Inglaterra  | 1.ª           | 2013-14       | 0     | 0     | 1                | 0                | —                     | —                     | 1     | 0     |
| West Ham United F. C. Inglaterra  | Total club    | Total club    | 0     | 0     | 1                | 0                | 0                     | 0                     | 1     | 0     |
| Luton Town F. C. Inglaterra       | 5.ª           | 2013-14       | 21    | 2     | 3                | 0                | —                     | —                     | 24    | 2     |
| Luton Town F. C. Inglaterra       | 4.ª           | 2014-15       | 16    | 1     | 2                | 0                | —                     | —                     | 18    | 1     |
| Luton Town F. C. Inglaterra       | 4.ª           | 2015-16       | 21    | 2     | 3                | 0                | —                     | —                     | 24    | 2     |
| Luton Town F. C. Inglaterra       | 4.ª           | 2016-17       | 44    | 2     | 8                | 0                | —                     | —                     | 52    | 2     |
| Luton Town F. C. Inglaterra       | 4.ª           | 2017-18       | 28    | 2     | 8                | 0                | —                     | —                     | 36    | 2     |
| Luton Town F. C. Inglaterra       | 3.ª           | 2018-19       | 46    | 5     | 6                | 0                | —                     | —                     | 52    | 5     |
| Luton Town F. C. Inglaterra       | 2.ª           | 2019-20       | 44    | 3     | 2                | 0                | —                     | —                     | 46    | 3     |
| Luton Town F. C. Inglaterra       | 2.ª           | 2020-21       | 44    | 2     | 2                | 0                | —                     | —                     | 46    | 2     |
| Luton Town F. C. Inglaterra       | 2.ª           | 2021-22       | 34    | 1     | 1                | 0                | —                     | —                     | 35    | 1     |
| Luton Town F. C. Inglaterra       | 2.ª           | 2022-23       | 33    | 3     | 4                | 0                | —                     | —                     | 37    | 3     |
| Luton Town F. C. Inglaterra       | 1.ª           | 2023-24       | 27    | 0     | 5                | 0                | —                     | —                     | 32    | 0     |
| Luton Town F. C. Inglaterra       | 2.ª           | 2024-25       | 10    | 0     | 0                | 0                | —                     | —                     | 10    | 0     |
| Luton Town F. C. Inglaterra       | Total club    | Total club    | 368   | 23    | 44               | 0                | 0                     | 0                     | 412   | 23    |
| Rotherham United F. C. Inglaterra | 3.ª           | 2024-25       | 18    | 1     | 0                | 0                | —                     | —                     | 18    | 1     |
| Rotherham United F. C. Inglaterra | Total club    | Total club    | 18    | 1     | 0                | 0                | 0                     | 0                     | 18    | 1     |
| Cambridge United F. C. Inglaterra | 4.ª           | 2025-26       | 0     | 0     | 0                | 0                | —                     | —                     | 0     | 0     |
| Cambridge United F. C. Inglaterra | Total club    | Total club    | 0     | 0     | 0                | 0                | 0                     | 0                     | 0     | 0     |
| Total carrera                     | Total carrera | Total carrera | 399   | 24    | 45               | 0                | 0                     | 0                     | 444   | 24    |

## Palmarés

### Títulos nacionales
| Título                      | Club             | País       | Año     |
| --------------------------- | ---------------- | ---------- | ------- |
| Football Conference         | Luton Town F. C. | Inglaterra | 2013-14 |
| English Football League One | Luton Town F. C. | Inglaterra | 2018-19 |